# McMinnville (Tennessee)
McMinnville è una città degli Stati Uniti d'America, situata nello Stato del Tennessee, nella contea di Warren, della quale è il capoluogo.
Il suo nome è in riferimento al governatore del Tennessee Joseph McMinn.